# Merremia bimbim
Merremia bimbim är en vindeväxtart som först beskrevs av François Gagnepain, och fick sitt nu gällande namn av V. Ooststr. Merremia bimbim ingår i släktet Merremia och familjen vindeväxter. Inga underarter finns listade i Catalogue of Life.